# Opasnye druz'ja
Opasnye druz'ja (Опасные друзья) è un film del 1979 diretto da Vladimir Georgievič Šamšurin.

## Trama
Il film si svolge in una prigione. Il capo dell'istituto cerca di dare a tutti la possibilità di migliorare. Ma non tutti lo accettano.